# Esencial (Inti-Illimani Histórico)
Esencial è il primo album in studio del gruppo musicale cileno Inti-Illimani Histórico, pubblicato nel 2006.

## Descrizione
Dopo alcuni concerti, il nuovo gruppo fondato da tre ex-componenti degli Inti-Illimani realizza il suo primo disco, che si ricollega agli ultimi lavori fatti dal gruppo cileno con ancora Horacio Salinas direttore musicale (Amar de nuevo, Arriesgaré la piel...).
Anche nelle note del disco viene ribadito che questo "è un disco di amore per la nostra musica, la musica del percorso degli Inti nei suoi quasi 40 anni".
Il disco è stato registrato "dal vivo in studio" nei giorni 10, 11, 12 e 13 di giugno del 2006 nella Sala Master della Radio de la Universidad de Chile, sotto lo sguardo del regista Ricardo Larraín che da queste sessioni realizzerà un documentario poi pubblicato su DVD.
La canzone Montilla si riferisce a Mariano Montilla, ufficiale dell'Esercito del Venezuela durante la Guerra d'Indipendenza contro la Spagna. Danza verde è parte di un'opera scritta da Horacio Salinas e Patricio Manns intitolata Cantares del mito americano risalente al 2001. Il bolero Llanto de luna è uno di quei brani che il gruppo da sempre suonava in privato e che solo dopo molto tempo sono stati incisi ufficialmente. Tacacoma era già stata incisa dagli Inti-Illimani nel disco Lejanía (ma lì con il titolo probabilmente errato Takoma). Cantantes invisibles era già stata incisa dal suo autore, José Seves, nel suo album solista Canto remolino ed è qui presente in una versione adattata all'organico del gruppo.
Il disco è stato pubblicato in Cile in formato CD ed LP dalle etichette La Oreja e Plaza Independencia Música, mentre in Argentina è stato pubblicato dalla Típica Records. 

## Tracce
1. Arroz con cocolón – 4:25 (Juan Criado)
2. Danza verde – 3:10 (Horacio Salinas, Patricio Manns)
3. Danza mediterránea – 5:04 (Horacio Salinas)
4. El lazo – 5:14 (Víctor Jara)
5. Montilla – 4:43 (folklore venezuelano)
6. Llanto de luna – 3:43 (Julio Gutiérrez)
7. Tacacoma – 4:43 (folklore boliviano)
8. Tan sólo amando el hombre camina – 3:24 (Horacio Salinas, Patricio Manns)
9. Corocora con tucán – 4:55 (Jorge Ball)
10. Cantantes invisibles – 4:28 (José Seves)
11. Canzone del pescatore – 4:11 (Roberto De Simone)
12. Doña Flor – 4:21 (Horacio Salinas)

Durata totale: 52:21

## Crediti

### Formazione
- Horacio Salinas: chitarra, tiple colombiano, voce
- Horacio Duràn: charango, tiple colombiano, maracas, cuatro venezuelano
- Jorge Ball: cuatro venezuelano, flauto traverso, quena, voce
- José Seves: chitarra, tiple colombiano, quena, voce
- Camilo Salinas: acordeón, pianoforte
- Fernando Julio: contrabbasso
- Danilo Donoso: percussioni

### Turnisti
- Héctor "Parquímetro" Briceño - trombone in Cantantes invisibles e Doña Flor

### Personale tecnico
- Luis Albornoz - copertina e grafica
- Vicente Larrea - copertina e grafica
- Daniela Jacques - disegno di copertina